# إي جونغ شن
إي جونغ شِن (بالهانغل: 이정신، وبالهانجا: 李正信. ولد في 15 سبتمبر 1991) في بلدة إلسان الجديدة في كوريا الجنوبية. هو موسيقي ومغني. يعزف إي جونغ شن الباس في الفرقة الكورية سي إن بلو والتي تشكلت في 2009 والتي بدأت نشاطها في كوريا الجنوبية لأول مرة في سنة 2010.

## روابط خارجية
- إي جونغ شن على موقع IMDb (الإنجليزية)
- إي جونغ شن على موقع ميوزك برينز (الإنجليزية)
- إي جونغ شن على موقع قاعدة بيانات الفيلم (الإنجليزية)